# William Barclay Turnbull
William Barclay David Donald Turnbull, född 1811 i Edinburgh, död 1863, var en skotsk antikvarie.
Turnbull studerade juridik och blev advokat 1832, men ägnade mycket tid åt studiet av tidig medeltid och äldre litteratur i Storbritannien. 1834 grundade han Abbotsford Club, som bevarade handskrifter och gamla utgåvor av skrivet material.
1859 anställdes han av Record Commission, men på grund av hans katolicism blev han angripen av det ultraprotestantiska partiet och tvungen att avgå. Han var en flitig och noggrann utgivare, som inlade stor förtjänst genom sina editioner av medelengelsk och tidigmodern engelsk poesi. Hans arbete som genealog var även det av värde.